# Legió III Gallica

Mapa de l'imperi romà l'any 125 dC, sota l'emperador Hadrià, que mostra la tercera Legió Gallica, estacionada a la província de Síria des del 30 aC fins al segle IV.

La legió III Gallica fou una legió romana creada per Juli Cèsar cap al 49 aC, durant la guerra civil contra Pompeu. El seu cognomen Gallica suggereix que els seus reclutes procedien originalment de les províncies gal·les. Es tenen notícies que la legió seguia activa a Egipte a començaments del segle iv. El seu símbol era un brau.
La legió prengué part en totes les campanyes de Juli Cèsar, incloent-hi les batalles de Farsàlia i Munda. Després de la mort de Juli Cèsar la III Gallica participà en les campanyes de Marc Antoni contra els parts i posteriorment s'enfrontà a les tropes d'Octavià i es rendí a Perugia l'hivern de l'any 41. Després de la batalla d'Àccium, la III Gallica fou destinada a la província de Síria. Des d'aquesta destinació, participà en la campanya de Gneu Domici Corbulo contra els parts per al control d'Armènia (63 dC). Posteriorment la legió fou transferida a la província de Mèsia, a la frontera del Danubi.
L'any dels quatre emperadors (69 dC) la legió donà suport primer a Otó i després a Vespasià i fou clau en la derrota final de Vitel·lí en la segona batalla de Bedríacum. En aquests anys Plini el Jove serví com a tribú militar d'aquesta legió. Posteriorment la legió fou destacada a Síria, on lluità en les revoltes jueves del segle ii. També participà en les campanyes de Luci Aureli Ver i de Septimi Sever contra els parts.
La III Gallica tingué un paper destacat durant el regnat d'Heliogàbal. L'any 218, durant el regnat de Macrí, Júlia Maesa es dirigí a Raphana, Síria, on la legió estava estacionada. Gràcies a les considerables donacions que feu a la legió aquesta proclamà emperador el seu fill de 14 anys, Heliogàbal el 16 de maig. El 8 de juny, a prop d'Antioquia, Gannis, el tutor d'Heliogàbal derrotà Macrí amb l'ajuda de la III Gallica i l'altres legions de l'est. L'any 219, la legió, cansada dels excessos d'Heliogàbal, donar suport al seu comandant Verus, que es proclamà emperador. Heliogàbal feu executar Verus i dispersà la legió. Tot i així, el següent emperador Alexandre Sever reconstituí la legió i l'estacionà novament a Síria.
Un oficial destacat de la III Gallica fou Luci Artori Cast, considerat per alguns historiadors com la figura històrica en què es basa la llegenda del rei Artús, quan serví a la legió VI Victrix després de servir a la III Gallica i a altres unitats.